# Зонтики (картина Ренуара)
«Зо́нтики» (фр. Les Parapluies, англ. The Umbrellas) — картина, написанная французским художником Пьером Огюстом Ренуаром (Pierre-Auguste Renoir, 1841—1919). Считается, что картина была начата в 1880—1881 годах, а закончена в 1885—1886 годах. Картина выполнена маслом на холсте, размеры — 180,3 × 114,9 см. Она принадлежит Лондонской национальной галерее, как часть завещания Лейна, но выставляется попеременно то в Лондоне, то в «Галерее Хью Лейна» в Дублине. С мая 2013 по 2019 год она возвращалась в Дублин на шестилетний период. Сейчас она находится в Лондонской национальной галерее.

## Описание

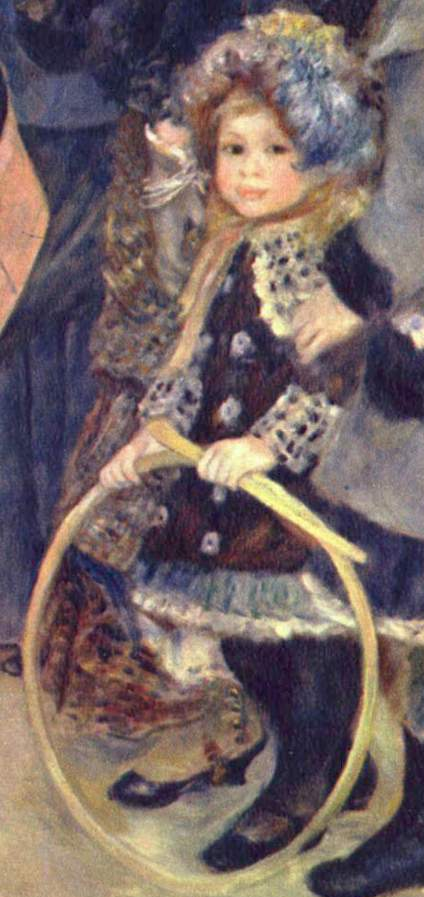
Девочка (фрагмент картины «Зонтики»)

На картине изображены люди на парижской улице. Многие из них с зонтиками, но не все — по-видимому, дождь только что кончился или только начинается. В левой части на переднем плане изображена молодая женщина с корзинкой, а чуть позади неё, в правой части, женщина с двумя девочками, меньшая из которых (как и женщина с корзинкой) смотрит прямо на зрителя. Композиция картины напоминает фотографический снимок — в частности, неполными, обрезанными фигурами людей по краям полотна. Такой приём был популярен у импрессионистов того времени.
Люди в правой части картины написаны в мягком, воздушном импрессионистском стиле, в то время как женщина и мужчина в левой части имеют более чёткие очертания. Рентгеновский анализ картины показал, что изначально все фигуры были написаны в одном стиле. Затем, через несколько лет, Ренуар внёс значительные изменения в левой части картины, практически не меняя её правую часть. В частности, значительному изменению подверглась одежда молодой женщины (в изначальном варианте она была в другом платье и в шляпке, которая потом была убрана художником) — кроме подтверждения рентгеновским анализом, изменение в одежде также соответствовало быстро меняющейся моде.
Пигментный анализ картины, проведенный учеными Лондонской национальной галереи, подтвердил предположение о том, что она была написана в два отдельных этапа. В платье женщины слева идентифицированы два слоя: нижний слой содержит тенарову синь, смешанную с цинковым желтым и красным лаком. Аналогичная смесь пигментов использовалась для женщины справа и двух её дочерей. Оба слоя написаны на первом этапе в 1881 году. Верхний слой платья женщины справа, написанного на втором этапе в 1886 году, содержит смесь ультрамарина с другими пигментами заметно менее яркого серовато-голубого цвета.

## История
В 1892 году картина была куплена у Ренуара известным маршаном Полем Дюран-Рюэлем (Paul Durand-Ruel), а потом была им продана ирландскому коллекционеру и арт-дилеру Хью Лейну (Hugh Lane), создателю Дублинской галереи, носящей его имя (Hugh Lane Gallery). После того как Хью Лейн в 1915 году погиб при потоплении немецкой подводной лодкой океанского лайнера «Лузитания», в 1917 году картина «Зонтики» (вместе с 38 другими картинами) по его завещанию была передана в Галерею Тейт, а оттуда в 1935 году перешла в Лондонскую Национальную галерею, где она с тех пор и находится.
По поводу завещания Хью Лейна существуют определённые разногласия. Незадолго до своего рокового путешествия на «Лузитании» в 1915 году, Хью Лейн написал кодицилл (дополнительное распоряжение к завещанию), в котором он перезавещал эти картины дублинской галерее. При этом, однако, он не успел подтвердить изменение своего завещания в присутствии свидетелей. В результате, несмотря на все попытки признать (хотя бы моральное) право Ирландии на эти картины, по закону они были переданы в Лондон.